# Alcantara (Romblon)
Alcantara è una municipalità di quinta classe delle Filippine, situata nella Provincia di Romblon, nella regione di Mimaropa.
Alcantara è formata da 12 baranggay:
- Bagsik
- Bonlao
- Calagonsao
- Camili
- Camod-Om
- Gui-ob
- Lawan
- Madalag
- Poblacion
- San Isidro
- San Roque
- Tugdan